# Paladin II
Paladin II est un jeu vidéo de tactique au tour par tour développé par Omnitrend Software et publié par Impressions Games en 1992 sur IBM PC, Amiga et Atari ST. Le jeu fait suite à Paladin, conçu par Thomas Carbone et Bill Leslie et publié par Omnitrend Software en 1988. Comme ce dernier, il se déroule dans un univers médiéval-fantastique. Le joueur y contrôle un groupe d’aventurier incluant le paladin qu’il incarne ainsi que des guerriers, des rangers, des voleurs et des mages. Son objectif est d’accomplir des quêtes afin de faire progresser son paladin. Lors de ces quêtes, il peut être amené à secourir des prisonniers, prendre ou détruire des parchemins, tuer ou capturer un certain nombre d’ennemis. Pour cela, il doit affronter différents types de créatures dont des dragons, des trolls, des géants, des gargouilles et des lutins.

## Trame
Paladin II se déroule dans un univers médiéval-fantastique. Le joueur y incarne un apprenti paladin dont l’objectif est de progresser dans la hiérarchie de son ordre, jusqu’à devenir un véritable paladin, en accomplissant des quêtes.

## Système de jeu
Paladin II est un de jeu de tactique au tour par tour incluant des éléments de jeu vidéo de rôle et de wargame. Le principal objectif du joueur est de faire progresser un apprenti paladin dans la hiérarchie de son ordre en accomplissant des quêtes. Le jeu propose ainsi une vingtaine de quêtes prédéfinies, dont la difficulté varie de facile à très difficile, et qui peuvent se dérouler aussi bien en extérieur que dans des donjons, qui peuvent compter jusqu’à cinq niveaux. Le jeu intègre également un éditeur de niveau qui permet de définir tous les paramètres d’une quête : briefing, conditions de réussite, décors, définitions des ennemis et des aventuriers. Ces scénarios personnalisés peuvent en plus être liés entre eux afin de créer une campagne.
Pour chaque quête, le personnage du joueur est assisté par un groupe d’aventurier. La composition de ce groupe varie suivant le scénario et peut ainsi inclure des guerriers, des rangers, des voleurs et des mages. Chaque membre du groupe, incluant le paladin du joueur, sont caractérisés par leurs points de mouvement, leur vitalité, leur santé et leur encombrement ainsi que par des compétences dans des domaines comme le combat au corps à corps ou à distance ou la détection de pièges. Lors des quêtes, le groupe peut être amené à secourir des prisonniers, à récupérer ou détruire des parchemins, à tuer ou capturer un certain nombre d’ennemis. Pour cela, il est susceptible d’affronter différents types de créatures – dont des dragons, des trolls, des géants, des gargouilles et des lutins – même si réussir une quête ne nécessite pas forcement de tuer des monstres. Au cours des quêtes, le joueur peut trouver des armes et des objets magiques qui lui permettent de renforcer ses personnages.
Le jeu se déroule au tour par tour. Au sien, le joueur dépense les points de mouvement de chacun de ses personnages pour les déplacer sur la carte. Comme dans un wargame, les contraintes liées au terrain ont une certaine importance lors de ces déplacements, le joueur devant ainsi choisir le meilleur itinéraire pour économiser les points de mouvement de ses aventuriers. Lorsque les personnages du joueur n’ont plus de points de mouvement, la phase d’action des ennemis débute.

## Accueil
| Paladin II               |      |       |
| Média                    | Pays | Notes |
| Amiga Action             | RU   | 89 %  |
| Amiga Format             | RU   | 69 %  |
| Amiga Power              | RU   | 61 %  |
| Amiga User International | RU   | 76 %  |
| Dragon Magazine          | US   | 2/5   |
| Gen4                     | FR   | 74 %  |
| Joystick                 | FR   | 75 %  |
| The One Amiga            | RU   | 53 %  |